# Альфред Шенк фон Штауффенберг
Граф Альфред Шенк фон Штауффенберг (нім. Alfred Schenk Graf von Stauffenberg; 27 вересня 1860 — 20 січня 1936) — обергофмаршал вюртемберзького короля Вільгельма II, майор Вюртемберзької армії.

## Біографія
Третій з семи дітей баварського офіцера і імперського радника баварського короля графа Клеменса Шенка фон Штауффенберга (1826—1886) і його дружини Леопольдіни, уродженої графині Оберндорф (1831—1919). У 1883-99 роках служив у Вюртемберзькій армії, після чого перейшов на придворну службу й очолив королівську конюшню. В 1908 році став обергофмаршалом короля і отримав титул «Екселенція». Після Листопадової революції супроводжував королівську сім'ю у «вигнання» в Тюбінген, де й далі керував двором. Після смерті колишнього короля в 1921 році вступив на службу до кронпринца Альбрехта Вюртемберзького й очолив Палату ренти (управління приватними активами Вюртемберзького дому). В 1928 році вийшов на пенсію.

## Сім'я
30 травня 1904 року одружився з графинею Кароліною фон Юкскюлль-Гилленбанд (1875—1956). У шлюбі двічі народилися близнюки: Александер (1955—1964) і Бертольд (1905—1944), Клаус (1907—1944) і Конрад (1907; помер за кілька годин). Сини Штауффенберга брали участь в Липневій змові, Бертольд і Клаус були страчені після провалу.

## Нагороди
Отримав численні нагороди, серед яких:
- Орден Вюртемберзької корони, командорський хрест
- Орден Фрідріха (Вюртемберг), великий хрест
- Орден Святого Михайла (Баварія), великий хрест
- Орден Святого Георгія (Баварія), лицарський хрест
- Орден Церінгенського лева, великий хрест